# Enrique Bernoldi
Enrique Bernoldi, nome completo Enrique Antônio Langue e Silvério de Bernoldi (Curitiba, 19 ottobre 1978), è un ex pilota automobilistico brasiliano.

## Carriera

### Le formule minori
Bernoldi cominciò a guidare kart a nove anni, nel 1987, conquistando molti titoli regionali. Per due anni consecutivi, il 1990 e il 1991, riuscì a vincere il titolo nazionale brasiliano, per poi entrare nel mondo dell'automobilismo a 17 anni, nel 1995.
Dopo essere giunto al quarto posto in Formula Alfa Boxer, campionato disputato in Italia, passò alla Formula Renault, vincendo il titolo al primo tentativo con nove vittorie. Visti i buoni risultati il pilota brasiliano si dedicò alla F3 inglese, con la conquista di un quinto posto in classifica piloti. Lo stesso anno fu, però, vittima anche di un incidente stradale che lo fece cadere in coma per quattro giorni, costringendolo ad una lunga convalescenza. Nel 1998 continuò la carriera in Formula 3, terminando secondo in campionato. L'anno seguente Bernoldi andò disputare gare nella Formula 3000.

### Formula 1

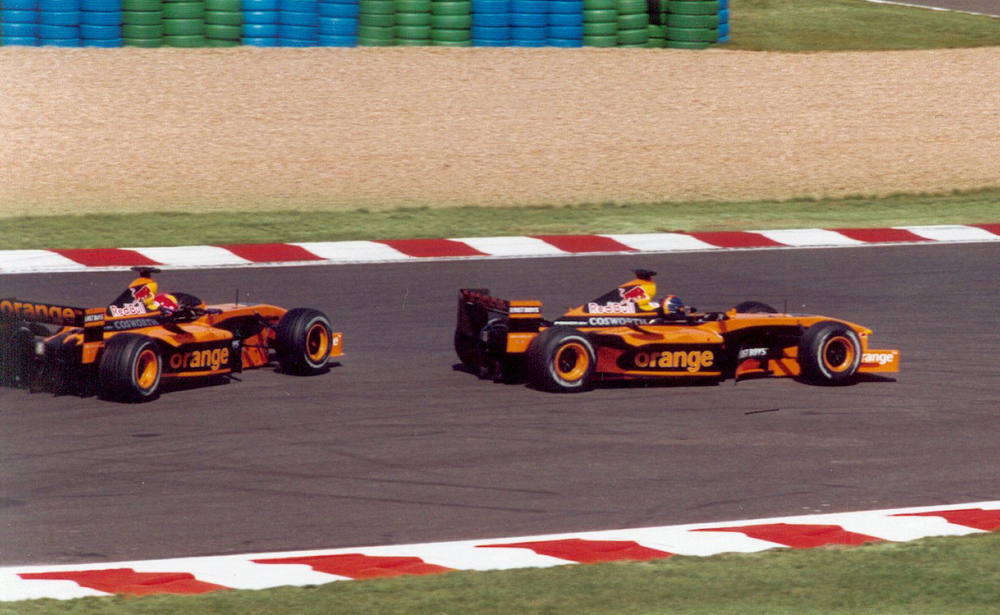
Bernoldi dietro e Heinz-Harald Frentzen davanti durante il Gran Premio di Francia del 2002.

Bernoldi entrò nel circus nel 1999 grazie alla Sauber già sponsorizzata dai suoi sponsor ovvero la Red Bull, andando a ricoprire il ruolo di tester, venendo confermato anche per la stagione seguente. A fine 2000 effettuò un test con la Prost ed intavolò trattative con Minardi e con la stessa Sauber per correre la stagione 2001; la scuderia elvetica dopo un'iniziale fase che lo vedeva tra i maggiori candidati per il ruolo di seconda guida, gli preferì però un altro debuttante con cui Bernoldi divise il ruolo di tester la stagione appena conclusa, Kimi Räikkönen. Nonostante il rifiuto della Sauber, Bernoldi riuscì a esordire in Formula Uno al Gran Premio d'Australia 2001, al volante della Arrows-Asiatech, grazie anche all'appoggio finanziario della Red Bull. Nel suo primo anno di attività il brasiliano non giunse mai in zona punti e la stagione fu costellata di ritiri; tuttavia nel Gran Premio di Monaco si mise in luce per essersi tenuto dietro David Coulthard, allora pilota della McLaren ed in lotta per il Campionato, per oltre metà gara, fino alla sosta ai box. A fine gara lo scozzese lo definì un idiota per non averlo fatto passare. L'annata successiva non fu migliore della precedente e i problemi economici del team inglese, che a 5 gare dalla fine della stagione si ritirò, lasciarono sia Bernoldi che il compagno di squadra Frentzen senza un volante. Dopo una trattativa senza successo con la Jordan, impossibilitato a rimanere nella massima serie, il pilota passò in World Series by Nissan, dove rimase anche per il 2003 e per il 2004, ottenendo quattro vittorie e arrivando in terza posizione generale, partecipando anche ud un "mega test" come definito dai vertici del biscione per il passaggio in Alfa Romeo per il Campionato europeo turismo. Gli ottimi risultati, a metà campionato 2004 gli valsero la chiamata della BAR, ritornando così in Formula 1 dopo appena una stagione, venendo scelto come tester. Viene confermato sia per la stagione successiva, sia per il mondiale 2006 con la Honda, che aveva rilevato la gestione della BAR a fine 2005.

#### Risultati completi in Formula 1
| 2001 | Scuderia | Vettura |     |     |     |    |     |     |   |     |     |     |    |   |     |    |     |    |    | Punti | Pos. |
| ---- | -------- | ------- | --- | --- | --- | -- | --- | --- | - | --- | --- | --- | -- | - | --- | -- | --- | -- | -- | ----- | ---- |
| 2001 | Arrows   | A22     | Rit | Rit | Rit | 10 | Rit | Rit | 9 | Rit | Rit | Rit | 14 | 8 | Rit | 12 | Rit | 13 | 14 | 0     | 21º  |

| 2002 | Scuderia | Vettura |    |     |     |     |     |     |    |     |    |     |    |     |  |  |  |  |  | Punti | Pos. |
| ---- | -------- | ------- | -- | --- | --- | --- | --- | --- | -- | --- | -- | --- | -- | --- |  |  |  |  |  | ----- | ---- |
| 2002 | Arrows   | A23     | SQ | Rit | Rit | Rit | Rit | Rit | 12 | Rit | 10 | Rit | NQ | Rit |  |  |  |  |  | 0     | 22º  |

| Legenda | 1º posto     | 2º posto | 3º posto    | A punti         | Senza punti/Non class.  | Grassetto – Pole position Corsivo – Giro più veloce |
| Legenda | Squalificato | Ritirato | Non partito | Non qualificato | Solo prove/Terzo pilota | Grassetto – Pole position Corsivo – Giro più veloce |

### Dopo la Formula 1
Conclusa definitivamente la carriera in Formula 1 a fine campionato 2006, il pilota brasiliano nel 2007 ha preso parte al campionato Stock Cars brasiliano e nel 2008 ha iniziato a disputare gare in Indy Racing League e nelle tre corse a cui ha partecipato è giunto per due volte tra i primi cinque. Successivamente si è dedicato alle vetture a ruote coperte.